# Munizipalgemeinde (Kanton Thurgau)
Die thurgauische Munizipalgemeinde umfasste – in der Fortsetzung des Gemeindedualismus der Helvetischen Republik – auf der Grundlage der Einteilungsdekrete von 1803 bis 1816 im Regelfall mehrere Ortsgemeinden. Wo sie nur eine Ortsgemeinde umfasste, gingen die beiden ab 1851/74 in der später so genannten Einheitsgemeinde auf.
Die Munizipalgemeinde vollzog zwar vor allem vom Staat übertragene Aufgaben (Arbeitsamt, Alters- und Hinterlassenenversicherung-Zweigstelle, Bestattungswesen, Feuerschutz, Gastgewerbe, Gesundheitswesen, Einwohnerkontrolle, Sozialhilfe und Fürsorge, Steuerveranlagung und -bezug, Vormundschaftswesen, Zivilstandsamt, Zivilschutz), genoss aber die gleichen Selbstverwaltungsrechte wie die Orts- und Einheitsgemeinden.
Die 1987 erlassene Thurgauer Kantonsverfassung verlangte die Aufhebung dieses Gemeindedualismus, womit die Orts- und Munizipalgemeinden bis 2000 in den politischen Gemeinden aufgingen.